# Jabaina
Jabaina este un gen de molii din familia Lymantriinae.

## Species
Câteva specii din acest gen sunt:
- Jabaina albimacula 	Griveaud, 1977
- Jabaina ania 	(Hering, 1926)
- Jabaina apicimacula 	Griveaud, 1977
- Jabaina betschi 	Griveaud, 1977
- Jabaina cowani 	Griveaud, 1977
- Jabaina gutierrezi 	Griveaud, 1977
- Jabaina hiaraka 	Griveaud, 1977
- Jabaina ithystropha 	(Collenette, 1939)
- Jabaina lakato 	Griveaud, 1977
- Jabaina sakaraha 	(Collenette, 1959)
- Jabaina sogai 	Griveaud, 1977
- Jabaina uteles 	(Collenette, 1936)

## Legături externe
- en Baza de date a genului Lepidoptera la Muzeul de istorie naturală